# چنی (نبراسکا)
چنی (به انگلیسی: Cheney) یک منطقهٔ مسکونی در ایالات متحده آمریکا است که در نبراسکا واقع شده‌است. چنی ۴۳۴٫۹۵ متر بالاتر از سطح دریا قرار دارد.